# Abajas
Abajas es una localidad y un municipio situados en la provincia de Burgos, comunidad autónoma de Castilla y León (España), comarca de La Bureba, partido judicial de Briviesca, ayuntamiento del mismo nombre. 
Fronteriza al NE con Poza de la Sal; al SE con Carcedo de Bureba; y al SO, con Merindad de Río Ubierna

## Geografía
Abajas es un pequeño municipio situado al borde norte-occidental de La Bureba (Burgos), partido de Briviesca, en una zona de transición del Páramo a la depresión de los ríos Homino y Oca, a tres cuartos de legua del camino real de Burgos a Bercedo, hoy carretera de Burgos a Villarcayo. Abarca una extensión de 35 km². 
Se ubica en una vaguada bajo la pared caliza que forma parte del Páramo de Masa. Una gran meseta desolada, con un suelo algo pobre por la abundancia de calizas; que a su vez, son restos fosilizados de corales; y que dicha meseta se elevó debido a movimientos tectónicos masivos, originado por un gran terremoto; posiblemente, cuando España chocó contra Francia, que dio origen a los Pirineos. El valle de la Nava, donde se ubica las pedanías del municipio; estuvo completamente bajo el mar. Las pruebas de tal hecho es el suelo, que está formado por rocas calizas, que son restos fosilizados de los corales que abundaba en el Cretácico y montes de sal; siendo un suelo un poco pobre para que crezca algunas plantas; pero a pesar de todo, se puede plantar cereales. También predomina geológicamente las cárcavas, que son valles formado por riadas originado por abundantes lluvias, y que suele originar cuando el suelo es completamente arcilloso o salado; como es el caso del suelo de Abajas.

### Núcleos de población
La capital Abajas y Bárcena de Bureba.

### Hidrografía
En este municipio; nace el río Castil; uno de los afluentes más importantes del río Homino. Es el río que riega el municipio; nace en la cárcava de Valdemel, y después, discurre por el valle de las Navas; entre montes de sal, cárcavas y torcas originados debido a su suelo salado, podemos encontrarnos con las cárcavas de Perozcampo, de los Hornos o de Valdescasa. Durante su curso; muy cerca del pueblo de Abajas. Desemboca el río Mino; que tiene su nacimiento en la Fuentona; que es uno de los lugares más visitados del municipio; a que ha sido acondicionado para crear una área recreativa en su nacimiento. Cerca de la desembocadura del Mino en el Castil; la gente del pueblo ha aprovechado para plantar viñedos, aprovechando el suelo salino y calizo del lugar.

### Clima
Los inviernos en Abajas son completamente fríos y, durante el verano, suele haber más calor. Llueve con abundancia en este lugar y los vientos soplan en dirección noroeste debido a la Cordillera Cantábrica.

## Demografía
Abajas cuenta con una población de 28 habitantes (INE 2024).
| Gráfica de evolución demográfica de Abajas entre 1842 y 2021 |
| |
| Población de derecho según los censos de población del INE Población de hecho según los censos de población del INEEntre el censo de 1857 y el anterior, crece el término del municipio porque incorpora a Bárcena de Bureba. |

| Núcleo de población | Tipo de entidad de población | Entidades menores | Población |
| ------------------- | ---------------------------- | ----------------- | --------- |
| Abajas              | Municipio                    |                   | 28        |
| Bárcena de Bureba   | Villa                        |                   | 0         |
| ABAJAS              | ABAJAS                       | ABAJAS            | 28        |

El municipio contaba con una población estacional máxima de 120 habitantes, que contrasta con  los 30 vecinos empadronados. El número de viviendas es de 39, siendo 9 principales (23,08%) y 30 secundarias (76,92%).
| Principales |  | Secundarias |  | Desocupadas |  | Otras |  | Alojamientos |  | TOTAL |
| ----------- |  | ----------- |  | ----------- |  | ----- |  | ------------ |  | ----- |
| 9           |  | 30          |  | 0           |  | 0     |  | 0            |  | 39    |
| 23,08 %     |  | 76,92 %     |  | 0%          |  | 0 %   |  | 0 %          |  | 100 % |

### Economía
La población abajeña se dedica en su mayoría a la agricultura, principalmente al cultivo de cereales.

## Símbolos
Escudo municipal: En campo de gules, portada románica de plata; en cantones del jefe dos y dos estrellas de oro de ocho puntas, en punta, yugo de oro cargado de hoz de lo mismo. Al timbre corona real cerrada.

## Historia
Abajas, cuyo significado exacto no nos aclaran los especialistas, es una villa nacida entre los siglos IX y X, en aquella repoblación que se operó tras la conquista de Poza de la Sal y de Pancorbo y la fundación de Burgos y de Ubierna (año 884). Parece que en estos pagos la nueva colonización se activó con eficacia, pues en el actual término de Abajas hallamos otros cuatro poblamientos en los siglos altomedievales. En la primera organización del territorio, Abajas fue asignada a la merindad de la Bureba y, dentro de ella, al alfoz de Poza de la Sal. 
La primera mención que tenemos de Abajas es en documento guardado en el monasterio de San Millán de la Cogolla del 6 de julio de 1068 por el que el noble navarro don Aznar Sánchez y esposa Gontroda donan a ese monasterio una importante serie de bienes situados en pueblos de esta comarca: Moscadero, Carcedo de Bureba, Castil de Lences, Arconada, Bárcena de Bureba y Abalgas, que así decían a Abajas. En estos años, la Bureba esta bajo la autoridad del rey de Navarra por voluntad testamentaria de Sancho III (1035). 
Otra mención leemos en el año 1094 por la que sabemos que doña Mayor obsequia al obispo de Burgos, don Gómez, una partida de bienes, heredada de su abuelo Rodrigo González, en la villa de Ablias, otra lectura del nombre de Abajas. Este documento se conserva en la Catedral de Burgos. A mediados del siglo XII, 14 de febrero del año 1150, el emperador Alfonso VII dona la villa de Cernégula al monasterio de Quintanajuar y hace referencia a sus lindes con la villa Avagiis, que es Abajas. 
Por los campos de esta villa debía de haber gran actividad, pues hallamos referencia a cuatro poblamientos que fueron absorbidos por Abajas, aumentado así la extensión de su término a más de tres mil hectáreas. Uno de ellos, apoyado más bien en la tradición, señala en el pago del Llanazo, 2.300 m., al sur de la Villa, la existencia de un poblado a cuyos restos llaman hoy Corrales. Otra población fue San Pedro de Cañucar, situado a 1800 metros al SO., camino de Hontomín: está documentado en el monasterio abandonado de Santa María de Rioseco que tuvo su primer emplazamiento en las alturas de Quintanajuar. 
Nava permanece viva en sus despojos, a 2.300 m al S.SE., en el camino que lleva a Valdearnedo, al lado del valle de Nava, pero en el punto que hoy dicen los Morocales. Se cita en diciembre de 1245, en documento por el que el abad de Oña cede a don Fernando González, la hacienda que posee en Nava, en Quintanilla y en Abajas. Por último Quintanilla de Abajas, situada 1500 metros al SE., en el pago llamado la Calzada y cerca de la llamada Fuentequintanilla. Se cita en documento de Oña, del año 1125. 
La mejor señal de vida que nos ofrece Abajas de su vida y prosperidad en los tiempos pasados en su iglesia parroquial, señora de estos valles. Ante este momento, auténtico bien cultural, hemos de empezar reconociendo la fuerza de decisión del concejo, a principios del siglo XII, de sustituir la primitiva y sencilla iglesia de la repoblación por otra de acuerdo con las nuevas tendencias artísticas y las posibilidades económicas de la villa. 
Para ello, los vecinos buscaron a uno de los mejores maestros del Arte románico que labraban iglesias en la Bureba y en la cuenca del río Homino, según apreciamos todavía. Aunque en aquellos tiempos los módulos económicos eran distintos de los de ahora, hemos de suponer el esfuerzo que supuso arrancar la piedra y trasladarla y labrarla. Igualmente el maestro y sus oficiales trabajaron con empeño y mimo. El maestro de Abajas fue un espíritu sutil, que aprendió su arte de otros maestros que, probablemente sea uno el que trabajó y construyó el claustro y la iglesia románica de Silos. 
No es este lugar para analizar en el plano artístico la obra realizada en Abajas. Ya se ha hecho por calificados autores. Aquí interesa evidenciar la valentía de un pueblo de un pueblo embarcándose en construir un templo al dictado de su Fe cristiana más que al de su economía; pero el éxito ahí está y cada año son más los visitantes que admiran la perfección de portada, ábside, capiteles y arquivoltas de la iglesia de Santa Cruz. 
La vida fue dejando siglos en la historia de la villa. No es difícil seguirla en los datos de los archivos y en los nombres de algunos de sus vecinos. El ciclo de las cosechas y de las estaciones, las fiestas religiosas y las ferias y mercados de Poza y de Briviesca marcaban la vida pacífica y sosegada de los habitantes. Nunca fueron muchos. En el último censo del siglo XVI (1591) eran 17 vecinos (60/70 almas). En el siglo XVIII se mantenían en el realengo, esto es, en la administración del Rey, sin intermediarios. Formaba en la cuadrilla de Rojas, en la merindad de la Bureba. 
Villa, en la cuadrilla de Rojas, una de las siete en que se dividía la Merindad de Bureba perteneciente al partido de Bureba. Jurisdicción de realengo con regidor pedáneo.
A la caída del Antiguo Régimen queda agregado al ayuntamiento constitucional de Abajas, en el partido de Briviesca en la región de Castilla la Vieja, contaba entonces con 79 habitantes.
El siglo XIX trajo algunos cambios: en 1843, en la reorganización de España, Abajas es Ayuntamiento con la pedanía de Bárcena. El pueblo, en aquel momento, lo constituyen 32 casas y reúne entonces 223 habitantes, labriegos, pastores y tejedores de la lana y de lino. Su producción consistía en trigo, cebada, avena, yeros, titos y habas, junto a la cría de algo de ganado de diferentes especies. Funciona una escuelita para niños y niñas y su maestro era un pluriempleado, ya que ejercía también de secretario municipal, de sacristán y de artesano. Mantiene su independencia concejil.
El día 11 de septiembre de 2010 (día que se celebró la fiesta ese año) se inauguró un local para la comida de las fiestas entre otras cosas. Ese local fue bendecido por el cura de siempre.

### Descripción en el Diccionario Madoz
Así se describe a Abajas en el tomo I del Diccionario geográfico-estadístico-histórico de España y sus posesiones de Ultramar, obra impulsada por Pascual Madoz a mediados del siglo XIX:

ABAJAS: villa con ayuntamiento en la provincia, audiencia territorial y diócesis de Burgos (7 leguas), partido judicial de Briviesca (4); Situada en llano con buena ventilación que despeja la atmósfera de la mucha humedad y miasmas nocivos que produce el gran número de charcas esparcidas por su término; el clima es sano, y no se conocen otras enfermedades que las ocasionadas generalmente por el cambio de las estaciones. Cuenta la población 32 casas sin orden en su colocación y sin formar calles ni plaza alguna; todas son de un solo piso, muy bajo, de mala distribución y de ninguna comodidad; tiene casa consistorial de ínfima fábrica, una iglesia parroquial dedicada a la Santa Cruz, servida por un cura, y una escuela de primeras letras para niños de ambos sexos, cuyo maestro, que es al mismo tiempo sacristán y fiel de fechos, no goza más retribución que el módico estipendio en que se conviene con los padres de los alumnos, el cual suele pagarse en trigo. Confina el término por N con el de Poza distante ¾ de legua, por E con el de Bárcena a ½ cuarto, por S con el de Lermilla a ¼, y por O con el de Cernégula a la misma distancia. El terreno, aunque estéril, da bastantes frutos de inferior calidad, que serían delicados si hubiera esmero en el cultivo; sus montes se ven poblados de mucho espliego, enebro bajo, salvia, robles, encinas y ricos y abundantes pastos; pasa por la villa el pequeño río Mino que trae su origen de Hontomín, partido de Sedano, y después de recorrer los términos de Arconada, Bárcena, Valdearnedo y Poza, en los cuales se une con otros riachuelos y arroyos, desagua en el río Oca en la jurisdicción de Terminón; los vecinos a falta de fuentes se surten para sus necesidades de las aguas del Mino que son bastante buenas; hay caminos carreteros y varias sendas para comunicarse con los pueblos limítrofes. Producciones: trigo, cebada, avena, yeros, titos y habas, y cría algún ganado de diferentes especies. La industria consiste en algunos telares de lana y lienzos, y el comercio en la exportación de los productos sobrantes a los mercados inmediatos. Población: 32 vecinos, 128 almas. Riqueza productiva: 295.166 reales. Imponible: 29.233 reales. Contribución: 2.253 reales 1 maravedí.
Diccionario geográfico-estadístico-histórico de España y sus posesiones de Ultramar

## Monumentos y lugares de interés

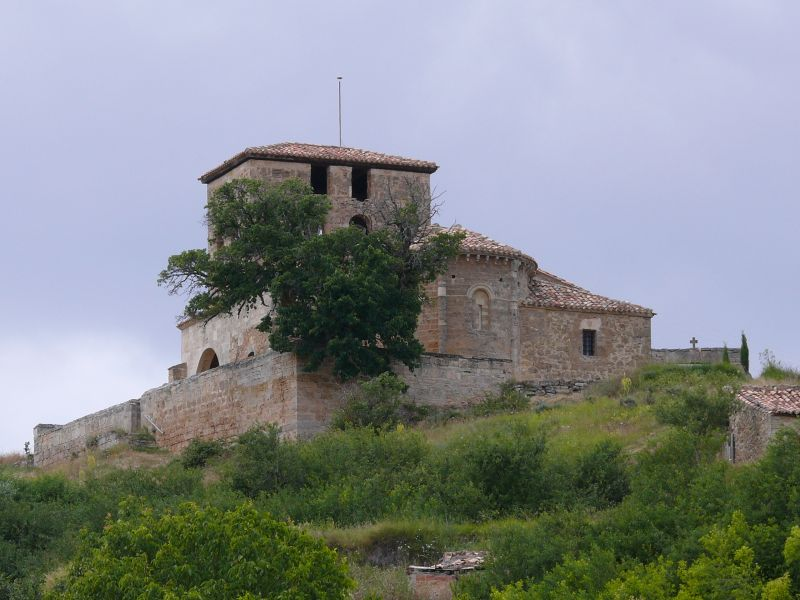
Iglesia de Santa María la Mayor.

Iglesia de Santa María la Mayor: La iglesia de Abajas es importante en la ruta del románico. Fue declarada Monumento Histórico Artístico Nacional en el Boletín Oficial del Estado, con fecha 13-1-81 (página 331). 
La iglesia se estructura en dos naves. Su portada está en el lado sur, y al lado la torre campanario cuadrangular. Todo el conjunto está 
erigido en piedra arenosa. El semicírculo del ábside, presenta bóveda de horno, mientras que el presbiterio y la nave, se cierran en bóveda de cañón ligeramente apuntado. 
La fase constructiva dominante en el templo es claramente románica, distinguiéndose una primera etapa a mediados del siglo XII (año 1150) que corresponde a la fase principal y ábside, y una segunda hacia 1175, en la que se fabrica la portada. 
El interior de esta iglesia está relacionada con el grupo de Silos, especialmente la portada.

## Servicios

### Centro de Tratamiento de Residuos
La Junta de Castilla y León contempla construir una moderna planta de compostaje en el centro de tratamiento de Abajas.

Incluye los siguientes elementos:
Recepción de residuos
Planta de recepción y clasificación
Línea de tratamientos de residuos urbanos
Zona de almacenamiento de productos recuperados (básicamente plásticos, vidrio..)
Zona de compostaje
Afino y estabilización
Depósito de rechazos
El Consejo de Administración del Consorcio Provincial de residuos ha aprobado la creación de un vertedero de residuos industriales no peligrosos así como de centros de recogida, clasificación y transferencia de residuos valorizables. 
Declaración de Impacto Ambiental al proyecto de planta de residuos de Abajas.
La planta de residuos se encuentra a las afueras del pueblo, a unos 11 km.

## Cultura

### Fiestas
14 de septiembre; Santa Cruz.